# Katharine Keats-Rohan
Pour les articles homonymes, voir Keats et Rohan.
Katharine Stephanie Benedicta Keats-Rohan, née en 1957, est une historienne britannique. Directrice du département de prosopographie du Linacre College de l'université d'Oxford, elle a publié plusieurs travaux sur l'histoire des Européens du début du Moyen Âge, certains en collaboration avec Christian Settipani.

## Publications
- (en) Family Trees and the Roots of Politics : The Prosopography of Britain and France from the Tenth to the Twelfth Century, Woodbridge, Suffolk, Boydell Press, 1997.
- (en) Domesday People : A Prosopography of Persons Occurring in English Documents, 1066–1166  (2 volumes), Woodbridge, Suffolk, Boydell Press, 1999.
- Onomastique et Parenté dans l'Occident médiéval, Oxford, Linacre College, Unit for Prosopographical Research, coll. « Prosopographica et Genealogica / 3 », 2000, 310 p. (ISBN 1-900934-01-9)